# Very small aperture terminal

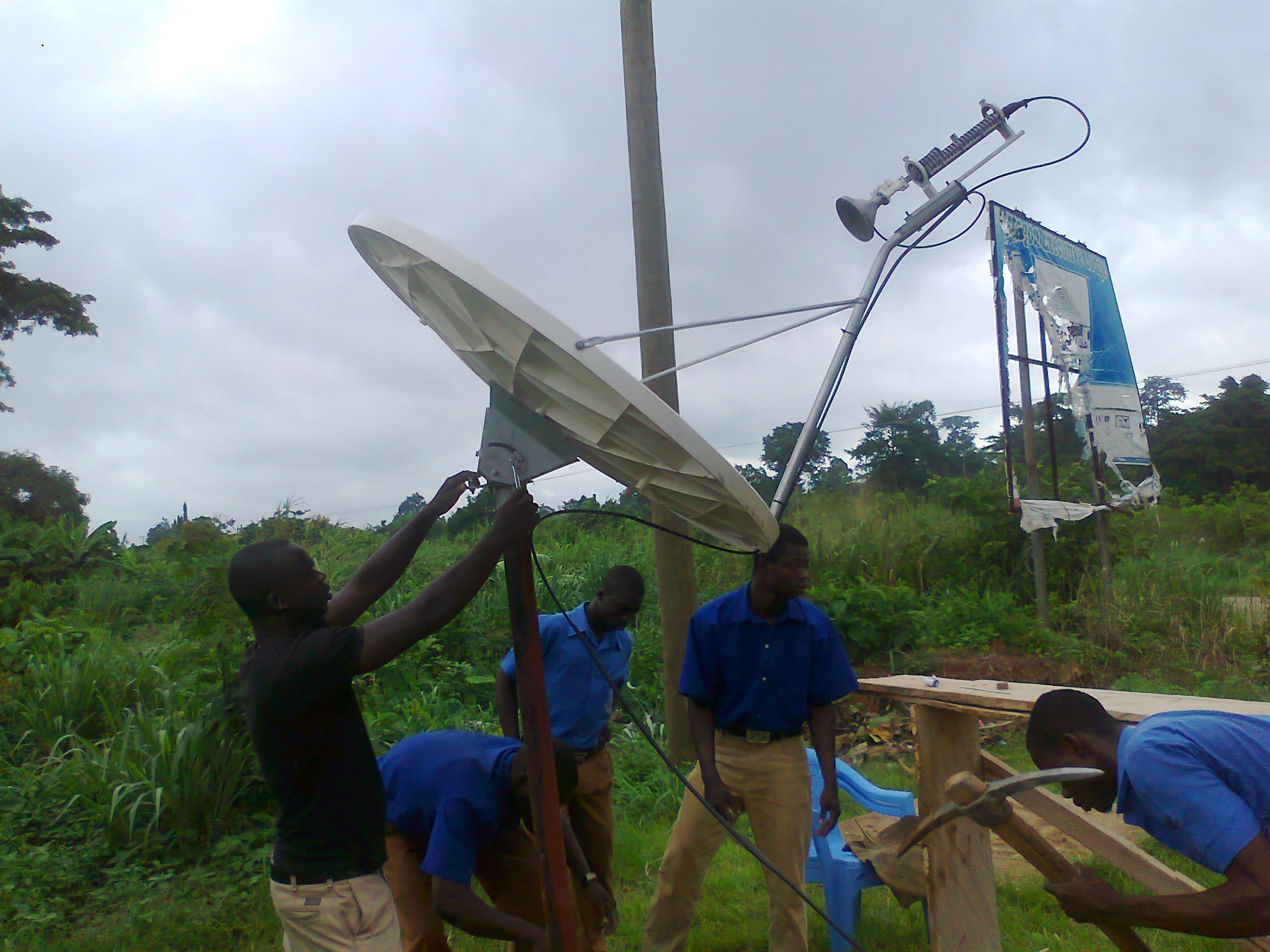
Installazione di un VSAT in Ghana

In telecomunicazioni VSAT (dall'inglese Very small aperture terminal) è un sistema di comunicazione satellitare a basso costo.

## Caratteristiche
È basato su un sistema di terminali leggeri con antenne paraboliche di circa un metro (o anche meno) e possono generare una potenza di circa 1 W. La trasmissione verso il satellite arriva fino a circa 19 kbit/s (uplink) mentre quella verso la Terra supera i 512 kbit/s (downlink). Questi sistemi vengono spesso usati per trasmissioni unidirezionali delle televisioni satellitari.
Utilizza satelliti GEO (satelliti geostazionari) che si trovano a un'altitudine compresa tra 30 000 e 35000 km, la trasmissione ha un ritardo di circa 270 ms (540 con sistema VSAT con hub).
Le microstazioni a causa della poca energia non possono comunicare tra loro; per questo motivo, è necessario installare delle stazioni terrestri (ripetitori chiamati hub) dotate di grosse antenne che trasmettono il traffico attraverso le stazioni VSAT. Il compromesso è un maggior ritardo di propagazione (la stazione leggera VSAT manda i dati al satellite che li inoltra allo hub, il quale, a sua volta, li rispedisce al satellite, che, infine, li manda alla stazione VSAT di destinazione).
È utilizzata nelle regioni rurali dove è più conveniente installare parabole VSAT alimentate con pannelli solari piuttosto che stendere lunghi cavi telefonici per raggiungere piccole zone residenziali con pochi utenti.